# Zsolt Bogdán
Zsolt Bogdán (n. 23 decembrie 1964, Miercurea Ciuc, România) este un actor româno-maghiar. S-a născut la 23 decembrie 1964 la Miercurea Ciuc.
Zsolt Bogdán a studiat la Universitatea de Arte din Târgu Mureș  între 1990 și 1994. Din 1994 este membru al Teatrului Maghiar de Stat din Cluj-Napoca.
În 2011 a primit Premiul UNITER pentru cel mai bun actor de teatru din România într-un rol principal pentru rolul Bergman în spectacolul Strigăte și șoapte, la Teatrul Maghiar de Stat Cluj.
Zsolt Bogdán a apărut în filme ca Superman, Spiderman sau Batman, Apărarea chineză, De ce fierbe copilul în mămăligă sau Orizont.